# Normalklima
Als Normalklima (auch als Normklima oder Standardklima bezeichnet) definiert die DIN EN ISO 139 den Bereich mit kontrollierter relativer Luftfeuchte und Temperatur, in dem Textilien angeglichen und geprüft werden bzw. die DIN EN ISO 291, die für Konditionierung und Prüfung aller Kunststoffe und Arten von Probekörpern gilt, das bevorzugte Konstantklima, für das bestimmte Werte der Lufttemperatur und Luftfeuchte, aber auch Grenzwerte von Luftdruck und Luftgeschwindigkeit festgelegt sind.
Da viele textile Fasern, aber auch andere Materialien hygroskopisch sind, nehmen sie Feuchtigkeit aus der Umgebung auf und verändern dabei ihre physikalischen Eigenschaften. Dabei hängt die Feuchtigkeit der Luft von der Temperatur ab. Selbst die Prüf- und Messmittel werden in bestimmten Umfang von Klimabedingungen beeinflusst. Um vergleichbare und reproduzierbare Prüfergebnisse zu erhalten, müssen die international festgelegten Normalklimate als Prüfklima für alle Prüfräume der von den Normen betroffenen Materialien eingehalten werden. Wegen der großen Bedeutung für die ordnungsgemäße Prüfung von Textilien wurde schon ab Januar 1937 die DIN 53801-1 (= DVM 3801-1) als Vorläufer der heutigen Norm DIN EN ISO 139 eingeführt.
Das Normalklima für Konditionierung und Prüfung muss für textile Untersuchungen eine Temperatur 20,0 °C und eine relative Luftfeuchte von 65,0 % besitzen, was in der Kurzform auch als 20/65 angegeben wird. Für die Verwendung von alternativen, aber nicht gleichwertigen Normalklimaten ist eine Einigung der beteiligten Parteien notwendig. Im Prüfbericht muss das dokumentiert werden. Als alternative Normklimate gelten das spezifische Normklima mit einer Temperatur von 23,0 °C und einer relativen Luftfeuchte von 50,0 % sowie das tropische Normalklima mit einer Temperatur von 27,0 °C und einer relativen Luftfeuchte von 65,0 %. Sowohl für das Normalklima als auch für die alternativen Normklimate betragen die Grenzabweichungen für die Temperatur ± 2 °C und für die relative Luftfeuchte ± 4 %. Das Angleichen der Textilien an das Prüfklima vor der Prüfung kann als abgeschlossen angesehen werden, wenn bei zwei aufeinanderfolgende Wägungen (Abstand 2 h) keine weitere Masseänderung von 0,25 % aufweist. Die Auslegedauer hängt von der Faserstoffart (Mindestdauer z. B. für Polyester oder Polypropylen 2 h, für Baumwolle 6 h und für Wolle 8 h) und von der Aufmachungsart (Mindestdauer z. B. für Faserflocke 12 h und Stränge, Spulen sowie Flächengebildeproben 24 h).
Als Normalklima für die Prüfung von Kunststoffen wird für nicht tropische Länder eine Lufttemperatur von 23 °C und eine relative Luftfeuchte von 50 %, für tropische Länder von 27 °C und 65 % angewendet. Diese Angaben sind gültig für einen Luftdruck zwischen 86 kPa und 106 kPa und einer Luftgeschwindigkeit ≤ 1 m/s. Die Grenzabweichungen betragen bei beiden Normklimaten für die Lufttemperatur ± 1 °C und für die relative Luftfeuchte ± 5 % (Klasse 1) bzw. ± 2 °C und ± 10 % (Klasse 2).
Auch Papierwerkstoffe zeigen ein hygroskopisches Verhalten, deshalb müssen sie vor der Prüfung ebenfalls einer ausreichenden Klimatisierung unterzogen werden. Wie für die späteren physikalischen Prüfungen wird für die Konditionierung vorzugsweise Normalklima mit einer Lufttemperatur wird von 23 °C n und mit einer relativen Luftfeuchte von 50 % Die Grenzabweichungen liegen bei ± 1 °C sowie ± 2 % Die Angleichung der Probe an das Prüfklima gilt als abgeschlossen, wenn die Masseänderung innerhalb einer Stunde kleiner als 0,25 % ist. Als Orientierung für die Klimatisierung gilt für leichtgewichtige Papiere 4 h, schwere Papiere 5 bis 8 h und für Pappen 1 bis 3 Tage.
Die Prüfung von Holz und Holzwerkstoffen wird ein Normalklima mit einer Lufttemperatur von 20 °C und einer relativen Luftfeuchte von 65 % angegeben.